# Allactaga major
Espèce
Synonymes
- Allactaga jaculus (Pallas, 1779)

Statut de conservation UICN

 LC  : Préoccupation mineure
Allactaga major, la grande gerboise, est une espèce de la famille des Dipodidés qui se rencontre dans les steppes dans une vaste partie de l'Eurasie centrale. C'est la plus grande des gerboises.

## Description
Elle évoque un animal composite entre le rat, le lapin (pour ses oreilles assez longues) et le kangourou (pour son mode de déplacement bipède rapide par des sauts), avec une longue queue qui lui sert de balancier. Ses pattes avant, beaucoup plus petites que ses pattes arrière, ne lui servent pas pour la locomotion en surface mais lui sont tout de même très utiles pour manipuler sa nourriture, faire sa toilette et creuser ses terriers, comme pour les autres rongeurs. L'entrée de son terrier est obturée.
Elle mesure 180 à 260 mm de longueur (tête et corps), avec une queue de 175 à 310 mm,  pour un poids de 200 à 420 g. Elle est de loin la plus grande des gerboises.

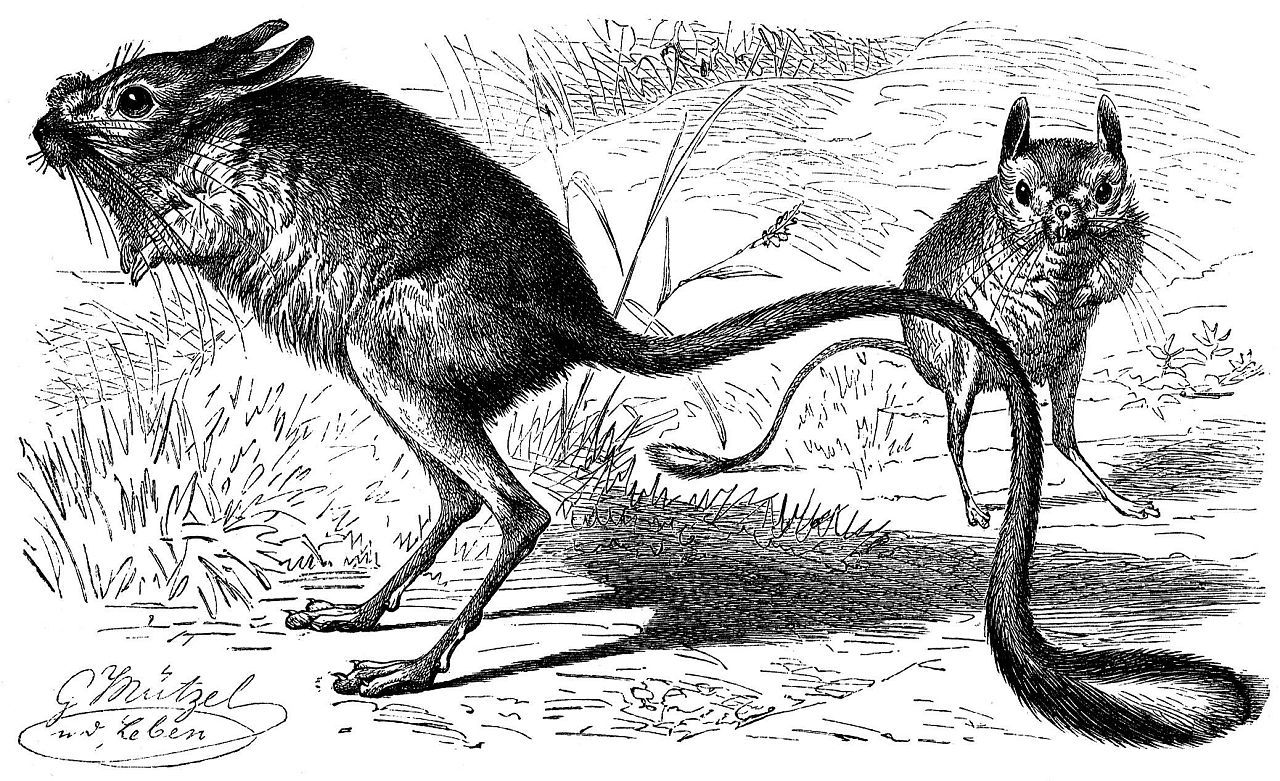
Représentation ancienne
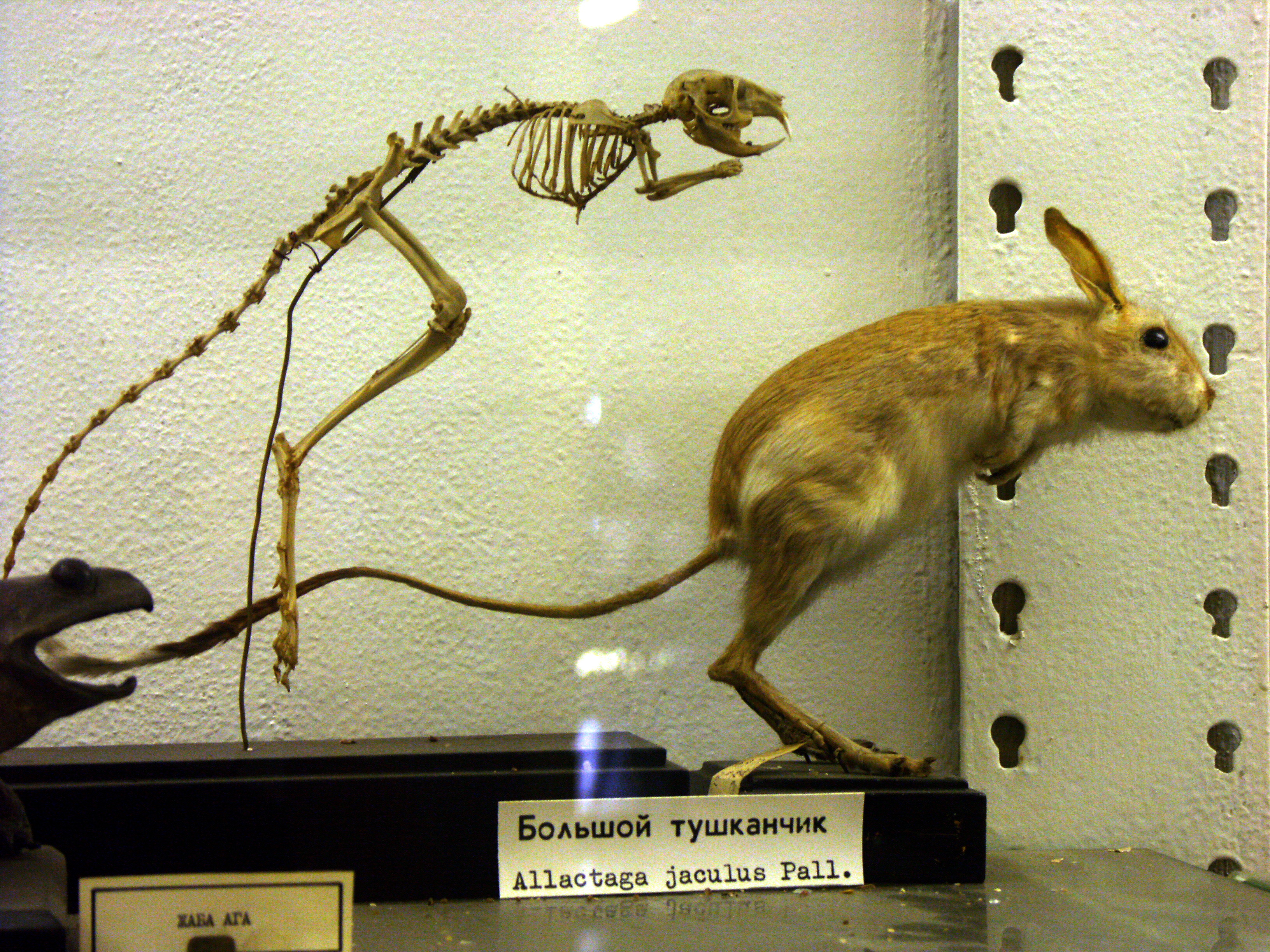
Spécimen naturalisé

## Habitat et répartition
Elle se rencontre avant tout dans les steppes herbeuses, mais aussi les semi-déserts et jusqu'aux lisières et clairières des forêts, et parfois dans les friches et les pelouses abandonnées des bordures de routes et des champs. Elle évite les champs cultivés. 
Elle est présente en Ukraine, Russie, Kazakhstan, Chine et au sud jusqu'en Ouzbékistan.

## Alimentation
Elle se nourrit des parties vertes des plantes, de graines, de bulbes et occasionnellement d'insectes et de mollusques.

## Statut
Cette espèce n'est pas considérée comme étant en danger par l'UICN.